# Mike Speight
Michael Speight (Upton, 1º novembre 1951) è un allenatore di calcio ed ex calciatore inglese, di ruolo centrocampista.

## Carriera

### Giocatore

#### Club
Speight cominciò la carriera con la maglia dello Sheffield United, militandovi dal 1969 al 1980. Successivamente, si trasferì al Blackburn, dove giocò per un biennio. Nei due anni successivi, fu in forza al Grimsby Town, prima di accordarsi con il Chester City. Nel 1985, dopo una breve esperienza al Rhyl, emigrò in Norvegia per giocare nel Flekkefjord, formazione militante nella 5. divisjon. Fu il connazionale Brian Green a convincerlo a raggiungerlo nel paese scandinavo. Con il Flekkefjord, centrò la promozione nella 4. divisjon, per poi trasferirsi al Vidar nella 1. divisjon: vi rimase per 9 partite, terminando la stagione con la retrocessione. Si trasferì allora al Sunndal. Dal 1991 al 1994 giocò nel Moss, concludendo la sua attività agonistica alla fine di questa esperienza.

### Allenatore
Dal dicembre 1984 al maggio 1985, fu allenatore ad interim del Chester City (mantenendo comunque il ruolo in campo). Dal 1991 al 1994, invece, guidò il Moss. Conclusa questa esperienza, si dedicò soltanto alla panchina. Nel 1995 fu al Mo/Bossmo, ma l'esperienza fu deludente. Nel 1997, guidò il Drøbak/Frogn. Dal 1999 al 2000, fu tecnico del Sogndal. Nel 2005, fu allenatore del SAFK/Fagernes, mentre nel 2006 guidò lo Sprint-Jeløy.
Prima del campionato 2010, divenne allenatore del Kongsberg. Venne licenziato nel luglio 2011.
Il 3 gennaio 2017 è stato chiamato alla guida della formazione femminile del Sarpsborg 08.